# Aganisia pulchella
Aganisia pulchella är en orkidéart som beskrevs av John Lindley. Aganisia pulchella ingår i släktet Aganisia och familjen orkidéer. Inga underarter finns listade i Catalogue of Life.

## Bildgalleri

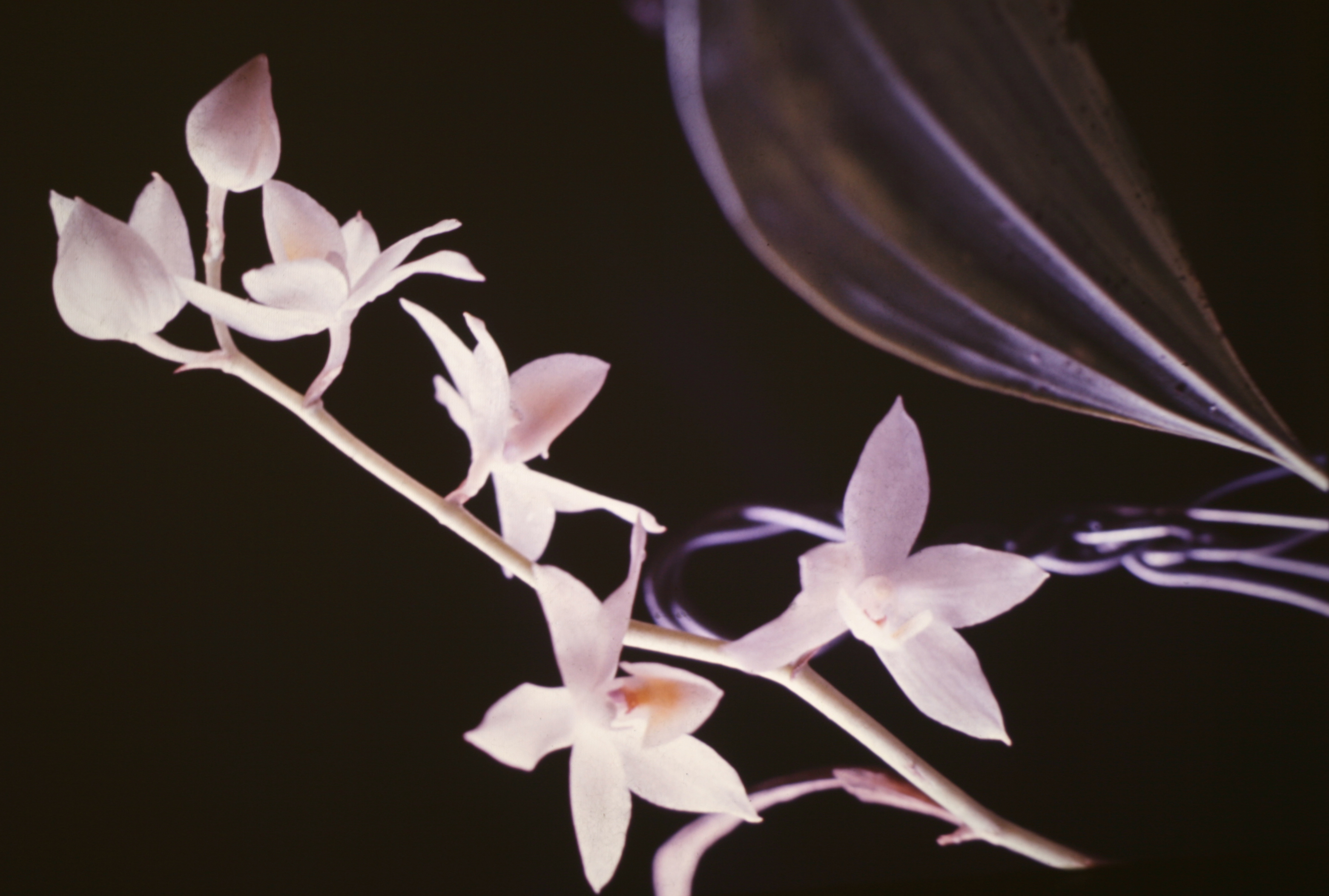
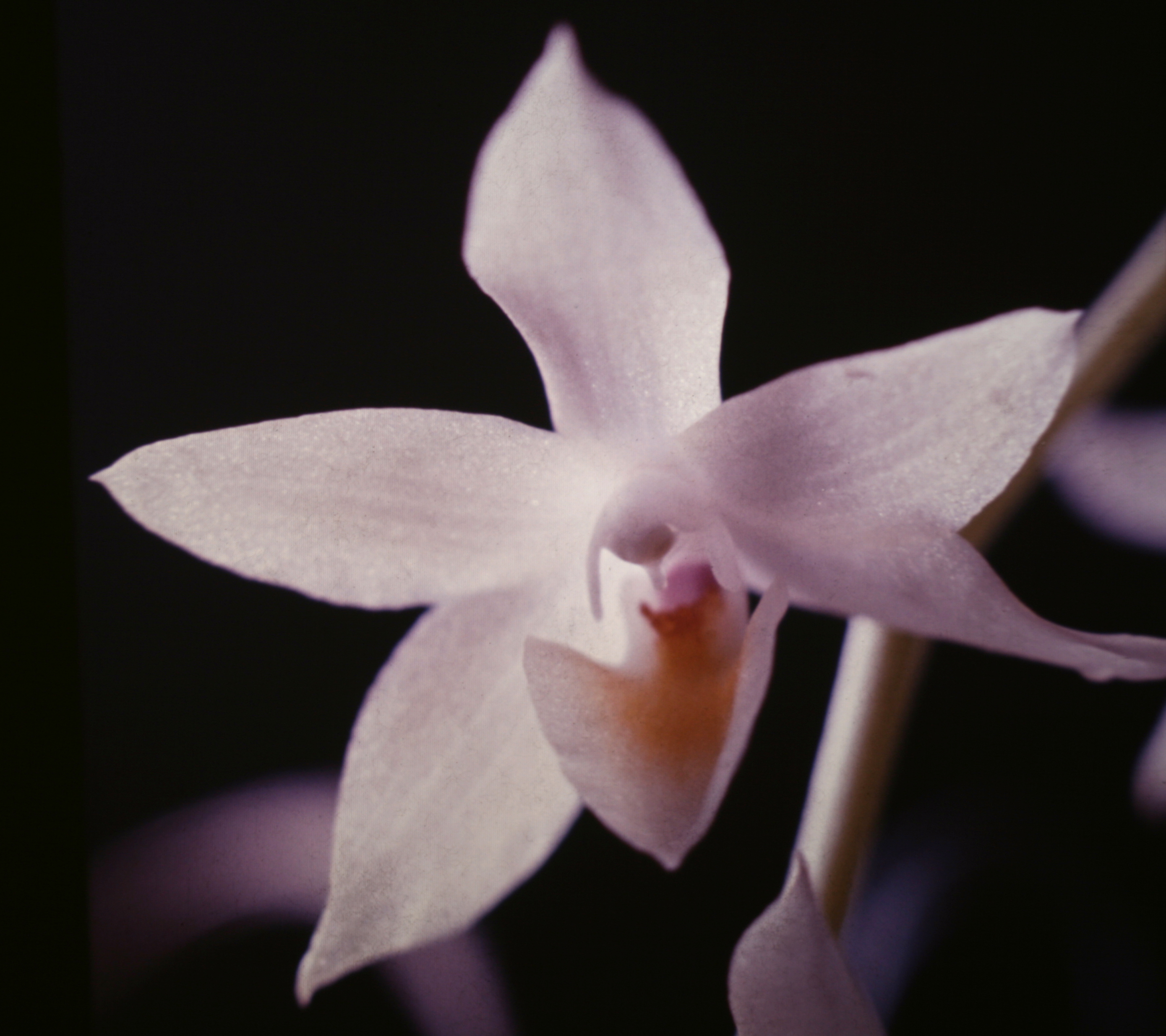
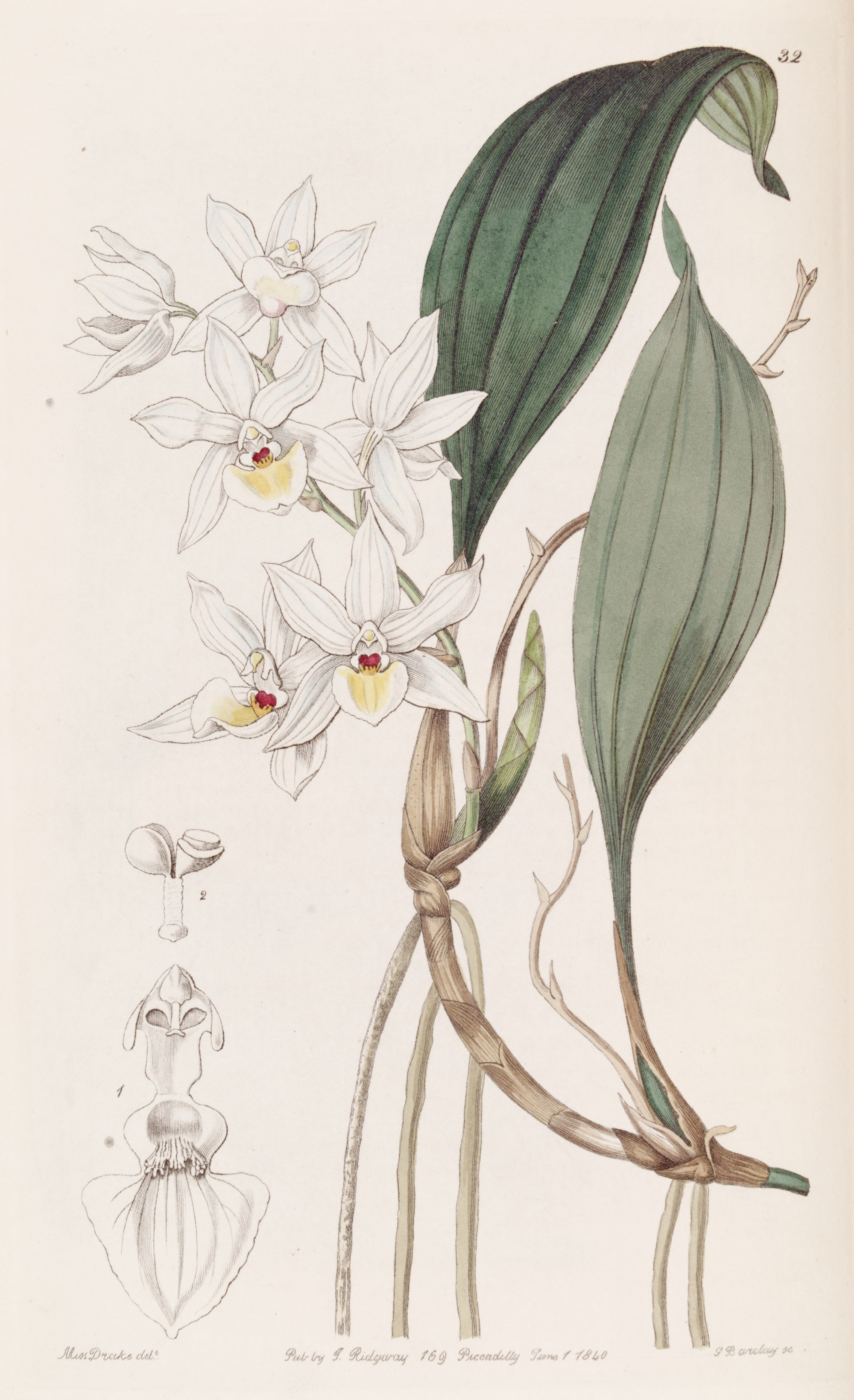